# Tegid Foel
Nella mitologia gallese Tegid Foel ("Tacito il Calvo") è marito di Ceridwen e padre di Morfran e Creirwy.
Nel folclore è associato col Llyn Tegid (Lago di Bala) nel Gwynedd. Potrebbe essere il nume tutelare del lago.
Tegid Foel è conosciuto principalmente per la storia della nascita di Taliesin, per la prima volta interamente trascritto nel XVI secolo, ma risalente ad un periodo più antico. Secondo la storia, Tegid Foel viveva vicino al Llyn Tegid nella regione del Penllyn con sua moglie, la maga Ceridwen. Avevano due figli: la bella Creirwy e il brutto Morfran detto Afagddu ("Tenebre Complete") a causa della sua pelle scura e del suo terribile sguardo. 
Il nome Tegid ricorre spesso nella letteratura gallese nel patronimico del figlio Morfran, nella storia di Culhwch e Olwen, ne Il sogno di Rhonabwy e nelle Triadi Gallesi (Triade 24 e Triade 41). 
Le genealogie gallesi citano altri figli di Tegid. Le Vitae Sanctorum Britanniae et Genealogiae cita «Afan Buellt figlio di Cedig figlio di Ceredig figlio di Cunedda Wledig da Degfed ("Decima") figlia di Tegid Foel». Il manoscritto Rawlins MS B dà un'altra genealogia citando un'altra figlia di Tegid: Dwywai. 